# Baró de Viver

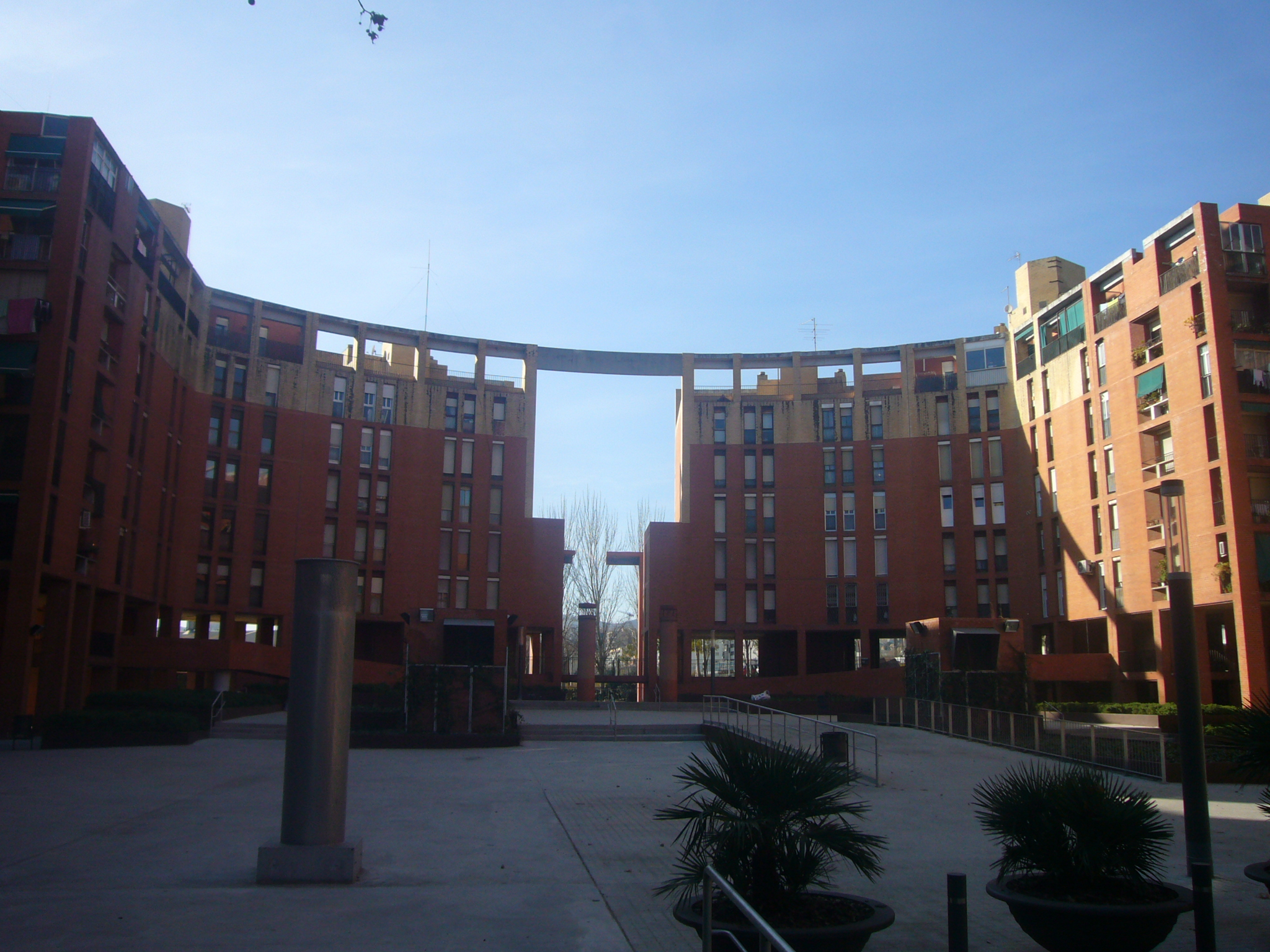
Edifici de la plaça del Baró de Viver

El barri de Baró de Viver és un dels set barris de què es compon el districte barceloní de Sant Andreu. Fou un dels quatre conjunts de Cases Barates aixecats a la ciutat a finals dels anys 20 del segle xx.

## Història
Es va construir en uns terrenys que el Patronat de l'Habitatge de Barcelona, a través del Foment de l'Habitatge Popular, va comprar a la marquesa de Castellbell el 1928, a la riba dreta del riu Besòs, en terrenys que llavors encara pertanyien a Santa Coloma de Gramenet. El barri va portar el nom de Baró de Viver degut a Darius Rumeu i Freixa, segon baró de Viver i alcalde de Barcelona entre 1924 i 1930, durant la dictadura de Miguel Primo de Rivera. La Segona República Espanyola va canviar el nom pel de Pi i Margall, però el règim del general Franco va tornar a l'antic nom de Baró de Viver.
El 1941, l'Ajuntament de Barcelona se'n queda el patrimoni, del qual es fa càrrec l'Institut Municipal de l'Habitatge, després Patronat Municipal de l'Habitatge, que construí 334 habitatges unifamiliars entre el riu Besòs, els tallers de la Renfe i el polígon industrial del Besòs. Va passar a formar part de la ciutat de Barcelona, juntament amb el veí barri de Bon Pastor (Sant Andreu).
El 1958 i el 1959 es va produir una darrera arribada de població d'immigrants, que van construir els nous blocs, i el 1985 es porta a terme una reforma del barri arran de l'aprovació del PERI. El radical aïllament del barri ha estat trencat per les Rondes de Dalt i del Litoral que l'envolten, el soterrament de les línies d'alta tensió que anaven per la llera del Besòs i la transformació de les seves ribes en un parc, així com la construcció d'una estació de metro.